# Песка (Колумбия)
Песка (исп. Pesca) — город и муниципалитет в центральной части Колумбии, на территории департамента Бояка. Входит в состав провинции Сугамукси.

## История
Поселение, из которого позднее вырос город, было основано 20 декабря 1548 года.

## Географическое положение

Муниципалитет Песка

Город расположен на востоке центральной части департамента, в высокогорной местности Восточной Кордильеры, на правом берегу реки Песка (бассейн Магдалены), к западу от озера Тота, на расстоянии приблизительно 31 километра к востоку от города Тунха, административного центра департамента. Абсолютная высота — 2649 метров над уровнем моря.
Муниципалитет Песка граничит на севере с территорией муниципалитета Фиравитоба, на северо-востоке— с муниципалитетами Иса и Куитива, на востоке— с муниципалитетом Тота, на юго-востоке — с муниципалитетом Акитания, на юге — с муниципалитетом Сетакира, на юго-западе — с муниципалитетом Рондон, на западе — с муниципалитетами Сьячоке и Тока, на северо-западе — с муниципалитетом Тута. Площадь муниципалитета составляет 282 км².

## Население
По данным Национального административного департамента статистики Колумбии, совокупная численность населения города и муниципалитета в 2015 году составляла 8032 человека.
Динамика численности населения муниципалитета по годам:
| 2005 | 2006 | 2007 | 2008 | 2009 | 2010 | 2011 | 2012 | 2013 | 2014 | 2015 |
| ---- | ---- | ---- | ---- | ---- | ---- | ---- | ---- | ---- | ---- | ---- |
| 9762 | 9576 | 9395 | 9234 | 9053 | 8886 | 8715 | 8543 | 8369 | 8203 | 8032 |

Согласно данным переписи 2005 года мужчины составляли 50,9 % от населения Пески, женщины — соответственно 49,1 %. В расовом отношении белые и метисы составляли 94,7 % от населения города; негры, мулаты и райсальцы — 5,3 %.
Уровень грамотности среди всего населения составлял 86,5 %.

## Экономика
Основу экономики Пески составляет сельское хозяйство.

56,1 % от общего числа городских и муниципальных предприятий составляют предприятия торговой сферы, 35 % — предприятия сферы обслуживания, 8,3 % — промышленные предприятия, 0,6 % — предприятия иных отраслей экономики.